# Anostostoma opacum
Anostostoma opacum är en insektsart som beskrevs av Brunner von Wattenwyl 1888. Anostostoma opacum ingår i släktet Anostostoma och familjen Anostostomatidae. Inga underarter finns listade i Catalogue of Life.